# Ляскув (Мазовецьке воєводство)
Ляскув (пол. Lasków) — село в Польщі, у гміні Домбрувка Воломінського повіту Мазовецького воєводства.
Населення — 495 осіб (2011).
У 1975-1998 роках село належало до Остроленцького воєводства.

## Демографія
Демографічна структура станом на 31 березня 2011 року:
|          | Загалом | Допрацездатний вік | Працездатний вік | Постпрацездатний вік |
| -------- | ------- | ------------------ | ---------------- | -------------------- |
| Чоловіки | 239     | 57                 | 154              | 28                   |
| Жінки    | 256     | 63                 | 152              | 41                   |
| Разом    | 495     | 120                | 306              | 69                   |